# Keivonn Woodard
Keivonn Montreal Woodard (nacido el 9 de febrero de 2013) es un actor estadounidense. Es conocido por su papel de Sam en la serie de televisión de drama postapocalíptico de HBO The Last of Us  (2013—presente), por el que recibió una nominación al premio Primetime Emmy al mejor actor invitado en una serie dramática.

## Carrera
Woodard debutó en el cine en 2018 con la película Seeds of Hope: The Andrew Jackson Foster Story. Obtuvo un reconocimiento más amplio y elogios de la crítica por su actuación en la serie dramática postapocalíptica de HBO The Last of Us (2013—presente). Woodard interpretó a Sam, un superviviente que viaja con su hermano Henry en los episodios «Please Hold to My Hand» y «Endure and Survive».
Woodard, que es sordo, fue contratado para The Last of Us después de que el cocreador de la serie Craig Mazin, que buscaba un actor joven que dominara la lengua de signos estadounidense, enviara una convocatoria de casting a través de Twitter. Por su papel en la serie, Woodard fue nominado al premio Primetime Emmy al mejor actor invitado en una serie dramática, convirtiéndose en el nominado más joven en la categoría a la edad de 10 años y el segundo nominado más joven al Emmy después de Keshia Knight Pulliam por The Cosby Show (1984—1992). Es el primer actor sordo negro y el segundo actor sordo en general (después de Marlee Matlin) en ser nominado a un premio Emmy. Su actuación también le valió un premio Independent Spirit y nominaciones a un Black Reel TV y un NAACP Image. En agosto de 2024, Woodard fue galardonado con el premio de Time al «niño del año».
Woodard aparecerá en Fractal, un cortometraje de Anslem Richardson, así como en Steal Away, un largometraje de Stephen Ashley Blake.

## Vida personal
Nacido el 9 de febrero de 2013, Woodard vive en Bowie (Maryland) con su madre April Jackson-Woodard. Su padre, Dwayne Woodard, falleció en 2021. Además de actuar, juega al hockey sobre hielo.

## Filmografía
| dagger | Indica obras que aún no se han estrenado |

### Películas
| Año  | Título                                         | Personaje        | Notas                    |
| ---- | ---------------------------------------------- | ---------------- | ------------------------ |
| 2018 | Seeds of Hope: The Andrew Jackson Foster Story | Estudiante sordo | Primer papel             |
| —    | Fractal                                        | Tamir            | Cortometraje; finalizado |
| —    | Steal Away                                     | Matteo           | Preproducción            |

### Televisión
| Año  | Título         | Personaje | Notas                                                                              |
| ---- | -------------- | --------- | ---------------------------------------------------------------------------------- |
| 2023 | The Last of Us | Sam       | 2 episodios Nominado—Primetime Emmy al mejor actor invitado en una serie dramática |
| 2024 | Bunk'd         | Miles     | Episodio 160: «Slapshot to the Heart»[cita requerida]                              |